# Konvekcijska peć
Konvekcijska peć ili konvektorska peć prenose toplinu pretežno konvekcijom (toplinskim strujanjem) i griju prostorije toplim zrakom. Grijači su im ugrađeni u plosnato limeno kućište koje je otvoreno samo na gornjoj i donjoj strani. Kroz donji otvor ulazi hladni zrak, a kroz gornji izlazi topli. Ugrijane čeone plohe isijavaju također dio topline. Radi održavanja stalne temperature predviđen je obično termostat. Grijači takvih grijalica imaju snagu od 1 do 2 kW. 

## Izvedbe električnih peći i grijalica
Električne peći i grijalice mogu se podijeliti prema načinu na koji prenose toplinu na okolni prostor i prema stupnju akumulacije topline. Tako postoje isijavajuće (radijacijske) grijalice, konvekcijske grijalice, kombinirane grijalice, radijatorske peći, termoakumulacijske peći i specijalni klima uređaji za zagrijavanje i hlađenje prostorija. Grijalice su redovito prenosive, a električne peći neprenosive ili ugrađene. Općenito govoreći, ne postoje peći koje isijavaju ili prenose toplinu samo konvekcijom, već u jednih prevladava prvi a u drugih drugi način prenosa topline. 
Svaka električna grijalica ili peć sastoji se od više grijača, kućišta (okućja) peći, sklopke za regulaciju snage i različitih dodatnih uređaja. Grijači električne peći rade uglavnom samo na osnovu otporskog grijanja (Jouleova toplina). Sastoje se od trakastog ili spiralnog namotaja grijaće žice i izolacijskog tijela. Kao materijali za grijače upotrebljavaju se danas prvenstveno legure kroma, nikla, aluminija i željeza, na primjer Cekas 2 (NiCr 80:20), koje imaju visoki specifični električni otpor i visoku temperaturu taljenja a ne oksidiraju se pri radnim temperaturama od 600 do 1000 °C. Držači grijaćih namotaja izrađeni su od izolacijskog materijala otpornog prema toplini, kao što su na primjer magnezijev oksid, steatit, tinjac, šamot i druge keramičke mase. Grijaći namotaj može biti neizoliran i samo namotan na štap, šipku ili cilindar od izolacijskog materijala, ili je utisnut u izolacijski materijal. U cjevastim grijačima namotaj je zajedno s izolacijskom masom utisnut još u metalnu cijev. Takvi grijači zaštićeni su od pristupa zraka i vlage, te se danas često primjenjuju.

### Kombinirane grijalice
Kombinirane grijalice jesu električne peći u kojima samo gornji grijač radi kao isijavajuća (radijacijska) grijalica, a svi ostali ispod njega kao konvekcijska peć.